# Bohdan Cywiński

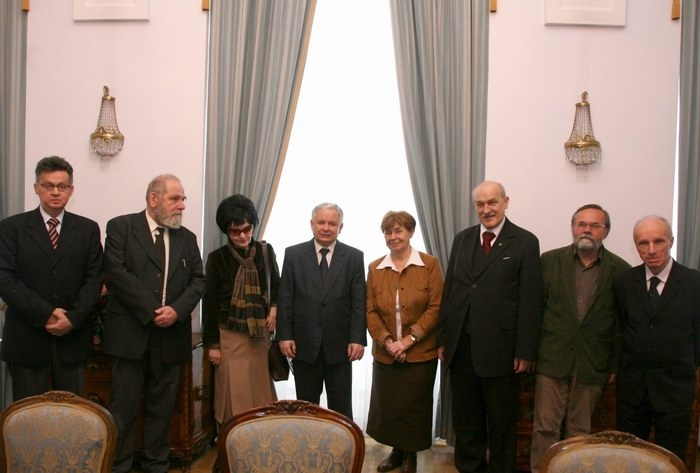
Kapituła Orderu Odrodzenia Polski. Na zdjęciu od lewej: Sławomir Radoń, Bohdan Cywiński, Marta Olszewska, Lech Kaczyński, Irena Zofia Romaszewska, Jerzy Kropiwnicki, Ryszard Bugaj i Krzysztof Kauba.

Bohdan Hieronim Cywiński (ur. 19 lipca 1939 w Milanówku) – polski publicysta, historyk idei, opozycjonista i działacz społeczny, profesor nauk humanistycznych.
Jest ojcem historyka Piotra Cywińskiego oraz socjologa internetu i blogerki Marii Cywińskiej. Mieszka w Przerośli.

## Życiorys
Absolwent VI Liceum Ogólnokształcącego im. Tadeusza Reytana w Warszawie (1956). Ukończył polonistykę na Uniwersytecie Warszawskim, studiując jednocześnie filozofię na Katolickim Uniwersytecie Lubelskim, gdzie poznał się bliżej z Karolem Wojtyłą. Doktorat obronił z filozofii. W 1995 r. Wydział Nauk Humanistycznych KUL nadał mu stopień doktora habilitowanego na podstawie pracy pt. Ogniem próbowane t. II „…i was prześladować będą”. W 2011 uzyskał tytuł profesora nauk humanistycznych.
W latach 1962–1964 pracował w Instytucie Książki i Czytelnictwa Biblioteki Narodowej. Wcześnie związał się z warszawskim Klubem Inteligencji Katolickiej, publikował w miesięczniku „Więź”. W 1966 został członkiem redakcji miesięcznika „Znak”, a w 1973 jego redaktorem naczelnym. Z funkcji tej zrezygnował w 1977 pod wpływem presji swojego środowiska, gdy zdecydował się uczestniczyć w głodówce w kościele św. Marcina w Warszawie (1977).
Jako działacz opozycji był współtwórcą m.in. Uniwersytetu Latającego (1977) i Towarzystwa Kursów Naukowych (1978), którego był wykładowcą i rzecznikiem prasowym. 20 sierpnia 1980 roku podpisał apel 64 uczonych, pisarzy i publicystów do władz komunistycznych o podjęcie dialogu ze strajkującymi robotnikami. W sierpniu 1980 udał się do strajkujących robotników w Gdańsku. Został tam członkiem Komisji Ekspertów przy Prezydium Międzyzakładowego Komitetu Strajkowego i współredaktorem dokumentów porozumienia sierpniowego. Jeden z inicjatorów tworzenia „Solidarności”, został zastępcą redaktora naczelnego „Tygodnika Solidarność”.
W latach 1981–1990 przebywał we Włoszech, Szwajcarii i Francji, gdzie organizował pomoc dla opozycji w kraju i wydawał kwartalnik polonijny pt. „Widnokrąg”. Odbierał z ramienia podziemnej Solidarności pokojową nagrodę Nobla Lecha Wałęsy. Po powrocie pracował w dzienniku „Rzeczpospolita”, wykładał na uniwersytetach w Warszawie, Wilnie, na Białorusi. Był profesorem na Wydziale Nauk Historycznych i Społecznych Uniwersytetu Kardynała Stefana Wyszyńskiego oraz na Uniwersytecie Wileńskim.
W latach 2002–2004 zasiadał w Radzie Konsultacyjnej Centrum Monitoringu Wolności Prasy.
Był doradcą prezydenta RP Lecha Wałęsy oraz premiera Jana Olszewskiego. W wyborach do Parlamentu Europejskiego w 2004 był liderem listy Narodowego Komitetu Wyborczego Wyborców w okręgu warszawskim.

## Odznaczenia i wyróżnienia
Postanowieniem prezydenta Lecha Kaczyńskiego z 14 czerwca 2006 za wybitne zasługi dla rozwoju niezależnego dziennikarstwa i wolnych mediów w Polsce, za działalność na rzecz przemian demokratycznych, za osiągnięcia w pracy w „Tygodniku Solidarność”, został odznaczony Krzyżem Wielkim Orderu Odrodzenia Polski, który otrzymał 19 czerwca tego samego roku podczas uroczystości związanych z 25 rocznicą powstania „Tygodnika Solidarność”.
W latach 2007–2010 zasiadał w Kapitule tego orderu.
W 2015 otrzymał wyróżnienie jury Nagrody im. Jerzego Giedroycia za książkę Szańce Kultur. Szkice z dziejów narodów Europy Wschodniej.

## Publikacje
Autor ponad tysiąca artykułów oraz kilkunastu książek wśród których najważniejszą są Rodowody niepokornych (1971), która – ukazując postawy ideowe inteligencji wobec zaboru rosyjskiego na przełomie XIX i XX wieku – stała się ważną częścią formacji opozycji antykomunistycznej w Polsce.
- Rodowody niepokornych, Warszawa 1971.
- Zatruta humanistyka, Warszawa 1978 – poza cenzurą.
- ...Potęgą jest i basta, Warszawa 1981.
- Ogniem próbowane, t. I: Warszawa 1982, t. II: Rzym-Lublin 1990.

- Doświadczenia polskie, Paris 1984 – ukazały się w kilku językach.
- Mój kawałek Europy, Warszawa 1994. ISBN 83-86038-15-2.
- Idzie o dobro wspólne... Opowieść o Franciszku Stefczyku, Warszawa 2005. ISBN 83-916589-5-3.
- Baśń niepodległa, czyli w stronę politologii kultury. Wykłady witebskie, Warszawa 2006. ISBN 83-7436-081-X.
- Szańce Kultur. Szkice z dziejów narodów Europy Wschodniej, Warszawa 2013. ISBN 978-83-7436-319-8. ISBN 978-83-62818-11-2.
- Obok Orła znak Pogoni. Wokół powstania styczniowego na Litwie i Białorusi, Warszawa 2013. ISBN 978-83-60940-39-6.